# Homeacre-Lyndora, Pennsylvania
Homeacre-Lyndora, Pennsylvania (енгл. Homeacre-Lyndora) насељено је место без административног статуса у америчкој савезној држави Пенсилванија.

## Демографија
По попису из 2010. године број становника је 6.906, што је 221 (3,3%) становника више него 2000. године.
| Група             | 2000.         | 2010.         |
| Белци             | 6.522 (97,6%) | 6.609 (95,7%) |
| Афроамериканци    | 44 (0,7%)     | 77 (1,1%)     |
| Азијати           | 46 (0,7%)     | 47 (0,7%)     |
| Хиспаноамериканци | 28 (0,4%)     | 87 (1,3%)     |
| Укупно            | 6.685         | 6.906         |